# أنبيسا
أنبيسا (2019)، الذي أخرجه مو سكاربيلي، هو وثائقي مؤثر عرض لأول مرة في مهرجان برلين السينمائي الدولي. ينسج الفيلم براعة قصة نمو حول الطفل البالغ من العمر عشر سنوات، آساليف، الذي نُزح من أرضه الزراعية بالقرب من أديس أبابا بسبب بناء المجمعات السكنية. مع تطور المدينة، يُظهر الفيلم المقاومة الخيالية لآساليف، حيث يتحول إلى أسد ("أنبيسا" بالأمهرية) لمواجهة التهديدات الخارجية والتنقل في عالم متغير. من خلال سرد قصصي وتصوير سينمائي جذاب، يستكشف أنبيسا صراع التقليد مع الحداثة، مما يحفز المشاهدين على التفكير في التكاليف الحقيقية للتقدم. حظي الفيلم بإشادة النقاد، وفاز بجوائز في مهرجانات مختلفة، ويعتبر حافزًا للنقاش حول التنمية المستدامة والحفاظ على الثقافة، وتأثير التحولات الاجتماعية على الإنسان. مع تصارع آساليف مع شخصيته كأسد وواقع التغيير، يدعو أنبيسا الجمهور إلى إعادة النظر في السرديات السائدة المتعلقة بالتنمية، ويؤكد على أهمية الحفاظ على الهوية الثقافية في وجه التحديات المتواصلة للحداثة.

## وصلات خارجية
أنبيسا  على قاعدة بيانات الأفلام على الإنترنت (بالإنجليزية). 